# 中国ハンドボール協会
中国ハンドボール協会（ちゅうごくハンドボールきょうかい、簡体字中国語: 中国手球协会、英: Chinese Handball Association）は、中華人民共和国におけるハンドボール競技を統括し、代表する団体である。略称は「CHA」。

## 主催大会
- 中国ハンドボールリーグ（簡体字中国語: 中国男子手球联赛）
- 中国女子ハンドボール選手権（簡体字中国語: 全国女子手球锦标赛）